# Diocèse de Carora
Le diocèse de Carora (en latin : Diœcesis Carorensis ; en espagnol : Diócesis de Carora) est un diocèse de l'Église catholique au Venezuela, suffragant de l'archidiocèse de Barquisimeto.

## Territoire

Carte des diocèses du Venezuela avec le diocèse de Carora en rouge

Le territoire du diocèse couvre les municipalités de Torres et Urdaneta de l'État de Lara ; le reste de cet état se situe dans l'archidiocèse de Barquisimeto dont le diocèse de Carora est suffragant tout comme le diocèse d'Acarigua-Araure, le diocèse de San Felipe et le diocèse de Guanare.
Le diocèse a son évêché à Carora avec la cathédrale de Carora (es) et possède un territoire d'une superficie de 11 708 km2 avec 26 paroisses.

## Histoire
Le diocèse est érigé le 25 juillet 1992 avec la bulle pontificale Certiori christifidelium du pape Jean-Paul II en prenant une partie du territoire de l'archidiocèse de Barquisimeto. Le 23 juillet, le pape françois, au milieu de la Journées mondiales de la jeunesse 2013, nommé le troisième évêque de Carora, Luis Armando Tineo.

## Évêques
- Eduardo Herrera Riera (1994-2003)
- Ulises Antonio Gutierrez Reyes, O.de M. (2003-2011) nommé à l'archidiocèse de Ciudad Bolívar
  - Alberto Álvarez Gutiérrez (2011-2013) administrateur diocésain
- Luis Armando Tineo Rivera (2013-2020)
- Carlos Enrique Curiel Herrera, depuis le 30 mars 2021

## Sources
- http://www.catholic-hierarchy.org